# LittleBigPlanet 2
LittleBigPlanet 2, comunemente abbreviato con LBP2, è un videogioco della serie di LittleBigPlanet. Il gioco è sviluppato da Media Molecule e pubblicato da Sony Computer Entertainment Europe in esclusiva per PlayStation 3 ed è disponibile in Italia dal 26 gennaio 2011. Il gioco è compatibile con tutti i livelli creati dai milioni di utenti nel primo gioco. Si tratta di un sequel diretto del celeberrimo titolo del 2008 LittleBigPlanet e il terzo gioco della serie a seguito di una versione PSP commercializzata nel 2009.
Originariamente Sony aveva dichiarato che il gioco era disponibile prima del 19 gennaio 2011, poi rimandandolo definitivamente al 26 gennaio 2011 in Europa.
Il 19 aprile 2024 i servizi online del gioco furono disattivati, rendendo non disponibili i contenuti online creati dagli utenti (UGC).

## Trama
Gli eventi della trama si svolgono subito dopo quelli del primo gioco e della versione per PSP. Sackboy vive in totale tranquillità finché, nei cieli di LittleBigPlanet, compare un gigantesco aspirapolvere (Il Negativitron) che risucchia ogni cosa, compresi i Sackboy. 
Per far fronte alla minaccia, Larry da Vinci, il capo di un'organizzazione detta "L'Alleanza" (di cui fanno e faranno parte in seguito Avalon Centrifuga, Victoria von Batthysphere, Clive Handforth, Eve Silva Paragorica e Herbert Higginbotham), decide di affrontare il malvagio Negativitron con l'aiuto di Sackboy. La storia è ambientata in 6 diversi mondi per un totale di 62 livelli. 
È inoltre possibile acquistare sul PlayStation Store un contenuto scaricabile: Sackboy's Prehistoric Moves, un'avventura di circa 10 livelli che è possibile affrontare in cooperativa utilizzando anche un controller Playstation Move.

## Modalità di gioco
Pur mantenendo la natura del titolo originale, con il giocatore che controlla i suoi personaggi Sackboy, i giocatori non sono limitati ai soli livelli platform, e possono ora scegliere di creare molti tipi di livelli come corse e puzzle. È possibile anche creare e personalizzare il proprio "mondo". 
Nuove opzioni di registrazione sono disponibili, animazioni e i giocatori sono in grado di manipolare la fotocamera sia per cut-scene che per il gameplay, e registrare i loro effetti sonori per utilizzarli nel livello che creeranno. Più livelli possono anche essere collegati tra loro. 
Un nuovo strumento per aiutare nella creazione di gioco è il "Controllatore". Questo permette ai giocatori di assegnare azioni specifiche, come premere un tasto del Sixaxis per il controllo del movimento che si può utilizzare per indirizzare le azioni di un Sackboy, consentendo una maggiore libertà di movimento; inoltre, ulteriori elementi di gioco possono essere scaricati dal PlayStation Store. Media Molecule ha in programma di aggiornare regolarmente il gioco con altri elementi.
I giocatori possono ora creare "Sackbot", personaggi non giocabili la cui intelligenza artificiale può essere controllata dal creatore di livello. Le opzioni includono la determinazione dei punti deboli sui Sackbot, così come le routine di programmazione per l'IA. Ogni Sackbot può essere personalizzato utilizzando costumi e decorazioni nello stesso modo dei Sackboy.
Tutti i contenuti scaricabili dal primo gioco sono utilizzabili in questo seguito.

### Multiplayer
La comunità online del gioco è stata migliorata con la creazione del sito LBP.me. Da lì, i giocatori possono sincronizzare con il loro PlayStation Network ID, al fine di verificare le statistiche sui propri livelli, oltre a trovare nuovi livelli da parte della comunità. Inoltre tabelloni e foto scattate all'interno del gioco possono essere utilizzate su siti web o blog.
I server del gioco sono stati ufficialmente chiusi il 13 settembre 2021, insieme a quelli di LittleBigPlanet, LittleBigPlanet PS Vita e la versione PS3 di LittleBigPlanet 3.

## Sviluppo
Il gioco è stato prima accennato da un rappresentante di Sony nel mese di marzo 2010, che ha affermato che il gioco era in produzione e sosterrebbe l'uscita del PlayStation Move, ma anche dal musicista Ocra che ha rivelato che una delle sue canzoni era stata concessa in licenza per il gioco. L'8 maggio 2010, Media Molecule ha confermato ufficialmente lo sviluppo di LittleBigPlanet 2 sul proprio account Twitter e lasciato intendere che il gioco sarebbe stato annunciato formalmente lunedì 10 maggio 2010. 
Il 10 maggio 2010, il sito ufficiale ha lanciato una pagina web con l'annuncio e l'articolo di giornale che annuncia il gioco e i dettagli che comprendono un trailer di annuncio.
Il 23 marzo 2010, IGN ha riferito che LittleBigPlanet 2 era in produzione e sosterrà il prossimo Move controller PlayStation. Sony ha confermato che LittleBigPlanet 2 sarebbe compatibile con Move.

## Special Edition
Esiste una Special Edition del gioco che contiene una copia del gioco LittleBigPlanet 2 con steelbox, un peluche del Sackboy predefinito del gioco. In più 7 costumi (Great Gonzo, Clu di Tron, cobra, coccodrillo, mandrillo, avvoltoio, l'alieno di Toy Story) e 5 avatar PSN.

## Compatibilità
LittleBigPlanet 2 è compatibile con il PlayStation Move. Per sfruttare al massimo la compatibilità è consigliato acquistare il LittleBigPlanet 2: Move Pack dal Playstation Store. Oltre a integrare pienamente il controller Playstation Move offre anche nuovi costumi ispirati ai dipinti famosi, nuovi materiali, nuovi adesivi e molto altro. Questo contenuto aggiuntivo sarà disponibile dal 14 settembre. Queste informazioni sono state rilasciate ufficialmente sul sito di LittleBigPlanet.

## Accoglienza
La rivista Play Generation diede al gioco un punteggio di 95/100, apprezzando le numerose e indovinate novità, le migliorie apportate alla giocabilità e all'editor assieme alla longevità e come contro la complessità dell'editor e l'assenza della compatibilità con Move, mouse e tastiera, finendo per trovarlo un platform incredibile per la qualità realizzativa e la flessibilità delle opzioni di creazione e condivisione.
La stessa testata valutò in seguito anche il contenuto scaricabile Sackboy's Prehistoric Moves dandogli una valutazione complessiva di 65/100, apprezzando la possibilità di combinare i controlli tradizionali con il Move per due o più giocatori in cooperativa mentre difettava nell'essere molto breve e non offriva molte opzioni per poterlo rigiocare oltre ai quattro minigiochi proposti, finendo per trovarlo uno dei modi più divertenti di usare il Move insieme agli amici, ma il costo di sei euro non lo rendeva un acquisto necessario, vista la sua presenza all'interno di LBP 2.

## Sequel
Durante l'E3 2014, Sony annuncia LittleBigPlanet 3. Ci sono 3 nuovi personaggi, ovvero: Oddsock, Toggle e Swoop. L'editor non è come i precedenti capitoli ma in 3D. È uscito a novembre 2014 per PlayStation 3 e PlayStation 4.